# NGC 684
NGC 684 is een spiraalvormig sterrenstelsel in het sterrenbeeld Driehoek. Het hemelobject werd op 26 oktober 1786 ontdekt door de Duits-Britse astronoom William Herschel. Het werd herontdekt op 18 januari 1890 door Edward D. Swift.

## Collinder 21 (Cr 21)
Driekwart graad ten zuiden van NGC 684 is de open sterrenhoop Collinder 21 te vinden, die door de eigenaardige vorm ervan de bijnaam David's D heeft gekregen, en daardoor eerder als telescopisch asterisme dan als open sterrenhoop beschouwd kan worden.

## Synoniemen
- IC 165
- PGC 6759
- UGC 1292
- MCG 4-5-17
- ZWG 482.22
- IRAS01474+2724